# تانجور
التانجور (الاسم العلمي: Citrus reticulata × sinensis) ثمرة حمضية تنتمي إلى فصيلة السذابية. ويتحصل عليها من خلال اللقاح التهجيني بين حبة التنغرين والبرتقال. ولا تُعرف السلالات المنتجة للتانجور الحامض بصفة قاطعة، إلا عندما تكون الثمرات نتاجًا لبرامج تلقيح زراعي تحت مراقبة جيدة. وطنجال الهيكل والعسل من بين أهم أنواع التانجور الحامض التي تزرع اليوم.